# Шалон-сюр-Сон (округ)
Округ Шалон-сюр-Сон (фр. Arrondissement de Chalon-sur-Saône) — округ у Франції, в департаменті Сона і Луара. 2023 року округ об'єднував 142 муніципалітети, населення становило 156 312 особи.
Адміністративний центр (супрефектура) — Шалон-сюр-Сон.

## Муніципалітети
Список муніципалітетів округу та їхні коди INSEE:
1. Аллере-сюр-Сон (71003)
2. Аллерйо (71004)
3. Алюз (71005)
4. Баризе (71019)
5. Бей (71033)
6. Біссе-су-Крюшо (71034)
7. Біссі-су-Юксель (71036)
8. Біссі-сюр-Фле (71037)
9. Бомон-сюр-Грон (71026)
10. Браньї-сюр-Сон (71054)
11. Бресс-сюр-Грон (71058)
12. Буає (71052)
13. Бузерон (71051)
14. Бюксі (71070)
15. Бюрнан (71067)
16. Варенн-ле-Гран (71555)
17. Вер (71572)
18. Верден-сюр-ле-Ду (71566)
19. Вержу (71570)
20. Вільгоден (71577)
21. Вільнев-ан-Монтань (71579)
22. Віре-ле-Гран (71585)
23. Во-ан-Пре (71563)
24. Герфан (71228)
25. Гранж (71225)
26. Дамере (71167)
27. Дезіз-ле-Маранж (71174)
28. Деміньї (71170)
29. Денневі (71171)
30. Драсі-ле-Фор (71182)
31. Екюель (71186)
32. Еперван (71189)
33. Етриньї (71193)
34. Жамбль (71241)
35. Женуї (71214)
36. Жержі (71215)
37. Жерманьї (71216)
38. Живрі (71221)
39. Жиньї-сюр-Сон (71219)
40. Жужі (71245)
41. Жуллі-ле-Бюксі (71247)
42. Клю-Вільнев (71578)
43. Коллонж-ан-Шаролле (71139)
44. Корматен (71145)
45. Криссе (71154)
46. Кюль-ле-Рош (71159)
47. Кюртій-су-Бюрнан (71164)
48. Ла-Шапель-де-Браньї (71089)
49. Ла-Шарме (71102)
50. Лале (71252)
51. Ланс (71253)
52. Ле-Борд (71043)
53. Ле-Пюле (71363)
54. Лев (71249)
55. Лессар-ле-Насьональ (71257)
56. Лонжп'єрр (71262)
57. Люкс (71269)
58. Мале (71272)
59. Мансе (71274)
60. Марне (71283)
61. Марсії-ле-Бюксі (71277)
62. Меллесе (71292)
63. Меркюре (71294)
64. Мессе-сюр-Грон (71296)
65. Мон-ле-Серр (71315)
66. Монкуа (71312)
67. Монсо-Раньї (71308)
68. Монтаньї-ле-Бюксі (71302)
69. Морож (71324)
70. Навіллі (71329)
71. Нантон (71328)
72. Ослон (71333)
73. Палло (71341)
74. Парі-л'Опіталь (71343)
75. Понту (71355)
76. Реміньї (71369)
77. Розе (71374)
78. Рюллі (71378)
79. Савіньї-сюр-Грон (71507)
80. Сав'янж (71505)
81. Сампіньї-ле-Маранж (71496)
82. Сантії (71498)
83. Сассанжі (71501)
84. Сассне (71502)
85. Севре (71520)
86. Сен-Берен-сюр-Ден (71391)
87. Сен-Буаль (71392)
88. Сен-Валлерен (71485)
89. Сен-Дезер (71404)
90. Сен-Дені-де-Во (71403)
91. Сен-Дідьєр-ан-Бресс (71405)
92. Сен-Жан-де-Во (71430)
93. Сен-Жангу-ле-Насьональ (71417)
94. Сен-Жервез-ан-Вальєр (71423)
95. Сен-Жермен-ле-Бюксі (71422)
96. Сен-Жиль (71425)
97. Сен-Леже-сюр-Ден (71442)
98. Сен-Лу-де-Варенн (71444)
99. Сен-Лу-Жеанж (71443)
100. Сен-Мар-де-Во (71447)
101. Сен-Марсель (71445)
102. Сен-Мартен-д'Оксі (71449)
103. Сен-Мартен-дю-Тартр (71455)
104. Сен-Мартен-ан-Бресс (71456)
105. Сен-Мартен-ан-Гатінуа (71457)
106. Сен-Мартен-су-Монтегю (71459)
107. Сен-Морис-де-Шам (71461)
108. Сен-Морис-ан-Рив'єр (71462)
109. Сен-Приве (71471)
110. Сен-Ремі (71475)
111. Сен-Сернен-дю-Плен (71480)
112. Сен-Сір (71402)
113. Сеннсе-ле-Гран (71512)
114. Сент-Амбрей (71384)
115. Сент-Елен (71426)
116. Сермесс (71517)
117. Серсі (71515)
118. Серсо (71072)
119. Соль (71503)
120. Соньєр (71504)
121. Сьєль (71131)
122. Тутнан (71544)
123. Фарж-ле-Шалон (71194)
124. Фле (71201)
125. Фонтен (71202)
126. Франь-Ла-Луаєр (71204)
127. Шалон-сюр-Сон (71076)
128. Шамії (71078)
129. Шампаньї-су-Юксель (71080)
130. Шамфоржей (71081)
131. Шанж (71085)
132. Шаньї (71073)
133. Шапез (71087)
134. Шарне-ле-Шалон (71104)
135. Шарресе (71107)
136. Шассе-ле-Кам (71109)
137. Шатель-Морон (71115)
138. Шатенуа-ан-Бресс (71117)
139. Шатенуа-ле-Руаяль (71118)
140. Шеї-ле-Маранж (71122)
141. Шенов (71124)
142. Шодне (71119)